# Рудняни

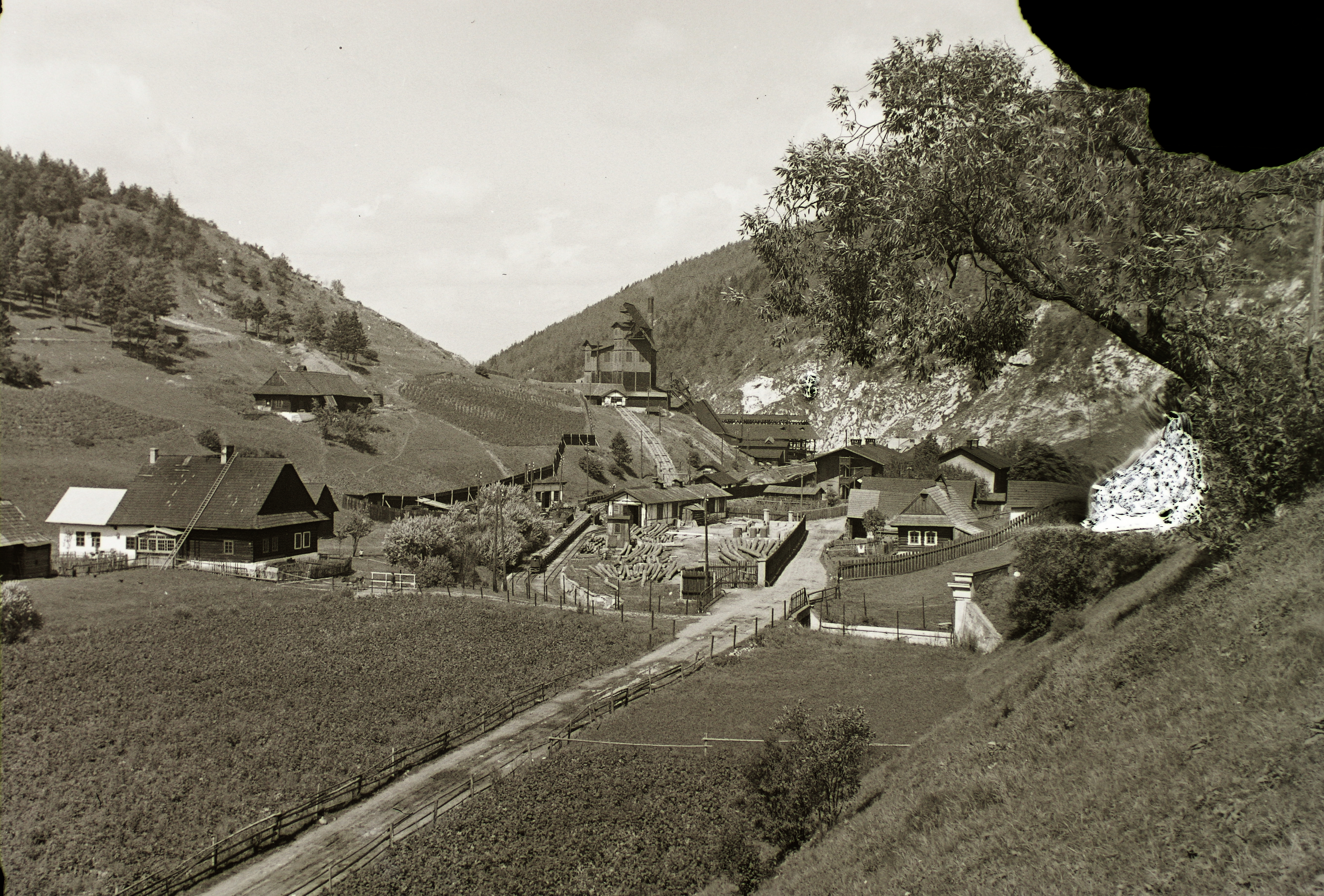
Рудняни, 1935-й

Рудняни (словац. Rudňany) — село в окрузі Спішска Нова Вес Кошицького краю Словаччини. Площа села 13,63 км². Станом на 31 грудня 2015 року в селі проживало 4423 жителі.

## Історія
Перші згадки про село датуються 1360 роком.

## Географія
Протікає Руднянський потік.

## Населення
| Рік:            | 1994. | 2004.    | 2014.    | 2024.    |
| --------------- | ----- | -------- | -------- | -------- |
| Кількість осіб: | 2939  | 3432     | 4246     | 5129     |
| Різниця:        |       | +16,77 % | +23,71 % | +20,79 % |

| Рік:            | 2023. | 2024.   |
| --------------- | ----- | ------- |
| Кількість осіб: | 4999  | 5129    |
| Різниця:        |       | +2,60 % |